# Karniów (województwo małopolskie)
Karniów – wieś w Polsce położona w województwie małopolskim, powiecie krakowskim, gminie Kocmyrzów-Luborzyca.
Integralne części miejscowości: Kolonia, Kroski, Na Błoniu.
W 1595 roku wieś położona w powiecie proszowskim województwa krakowskiego była własnością kasztelana sandomierskiego Stanisława Tarnowskiego. W latach 1975–1998 miejscowość administracyjnie należała do województwa krakowskiego.
W roku 1950, została założona ochotnicza straż pożarna (OSP Karniów), która funkcjonuje do dziś.
W poniedziałek 3 września 2018 roku została uroczyście otwarta nowa szkoła podstawowa (Szkoła Podstawowa w Karniowie imienia Adama Mickiewicza).

## Zabytki
Obiekt wpisany do rejestru zabytków nieruchomych województwa małopolskiego.
- Dwór.

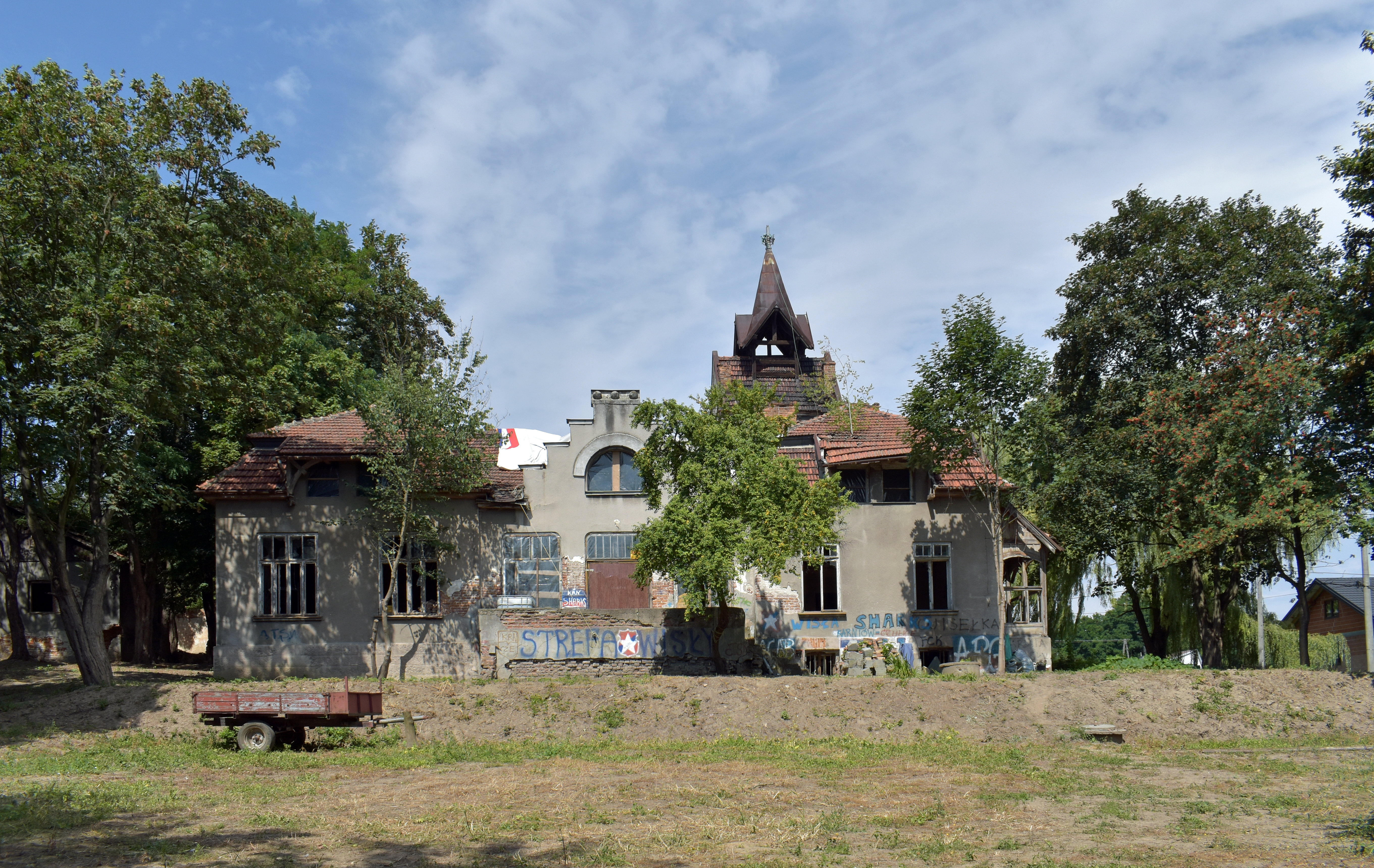
Dwór
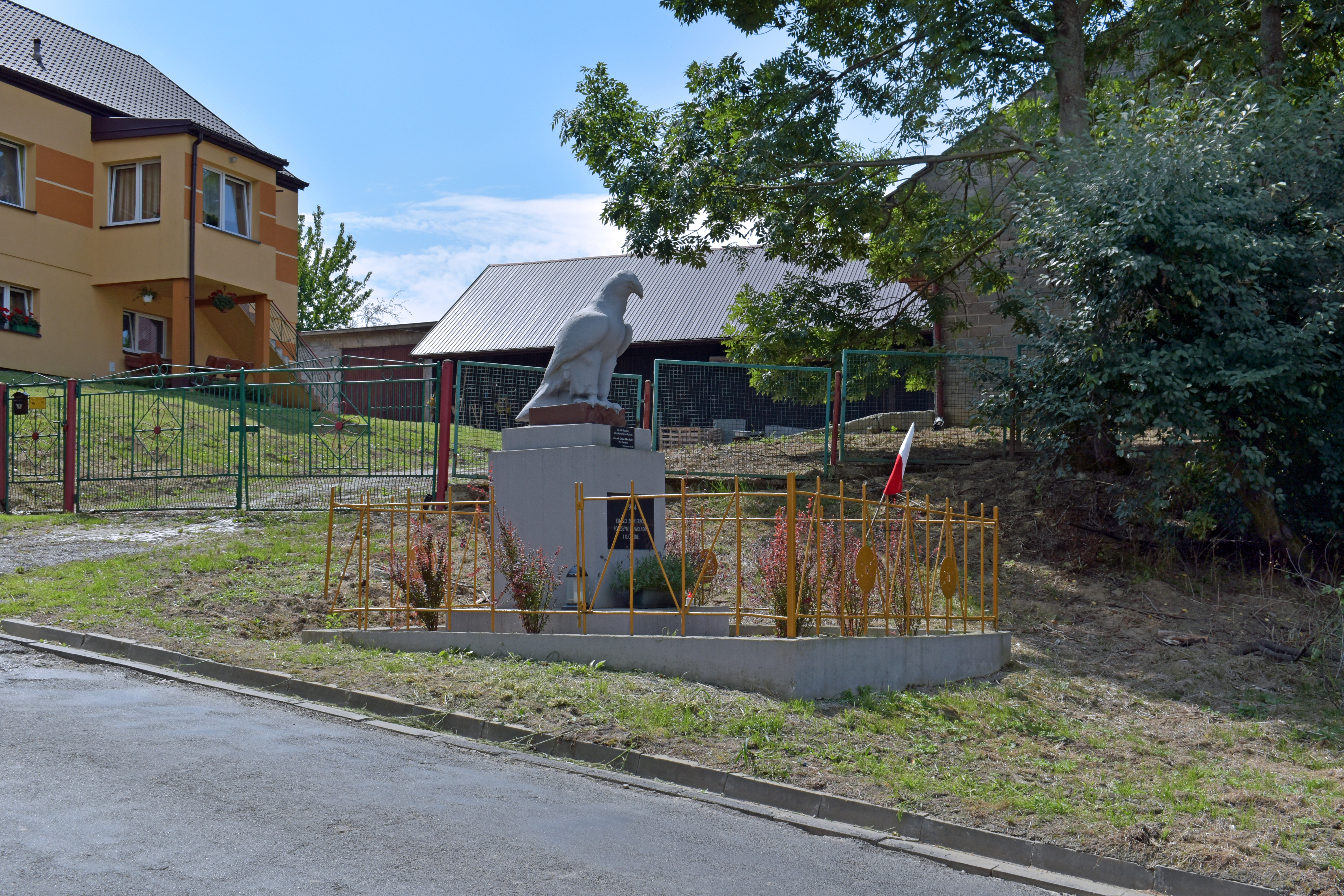
Cmentarz wojenny nr 395 – Karniów